# Freedom from Fear
Freedom from Fear (en español: Libertad de vivir sin miedo) es la última de las Cuatro Libertades, serie de pinturas realizadas por el artista americano Norman Rockwell y sobre la base de los objetivos conocidos como "Cuatro Libertades" establecidos por el trigésimo segundo presidente de los Estados Unidos, Franklin D. Roosevelt, en su Discurso del Estado de la Unión emitido el 6 de enero de 1941. La pintura fue publicada el 13 de marzo de 1943, en el The Saturday Evening Post, acompañada de un ensayo del pensador Stephen Vincent Benét. La obra representa dos niños estadounidenses siendo puestos a dormir mientras el Blitz se ejecuta en el otro lado del Atlántico, en Gran Bretaña.

## Fondo
Freedom from Fear es la última de una serie de cuatro pinturas al óleo de Norman Rockwell, llamada Cuatro Libertades, inspirada en el discurso de las Cuatro Libertades del presidente Franklin D. Roosevelt, entregado el 6 de enero de 1941 al 77.º Congreso de Estados Unidos. El tema de las cuatro libertades fue incorporado en la Carta del Atlántico, y también a formar parte de la Carta de las Naciones Unidas. La serie fue impresa en The Saturday Evening Post, acompañada por ensayos de escritores notables, durante cuatro semanas consecutivas a principios de 1943: Freedom of Speech (20 de febrero), Freedom of Worship (27 de febrero), Freedom from Want (6 de marzo) y Freedom from Fear (13 de marzo). Más tarde, las pinturas fueron ampliamente distribuidas en formato de cartel y se convirtieron en esenciales para los Estados Unidos en "Series E U.S. Savings Bonds".
El Blitz fue una campaña de Bombardeo estratégico ocurrida en el Reino Unido, encabezada por parte de la Alemania nazi durante la Segunda Guerra Mundial. Entre el 7 de septiembre de 1940 y el 21 de mayo de 1941, dieciséis ciudades británicas fueron alcanzadas por los ataques aéreos. Desde el 7 de septiembre de 1940, Londres fue bombardeada por la Luftwaffe durante 57 noches consecutivas. Se estima que más de un millón de viviendas en la capital británica fueron destruidas o dañadas durante los bombardeos. Cerca de cuarenta mil civiles murieron, casi la mitad de ellos en Londres.

## Descripción
La pintura muestra dos niños durmiendo con seguridad en su lecho, ignorando los peligros de este mundo, mientras sus padres les miran. La madre endereza la manta y el padre mantiene un periódico en sus manos, con las noticias de los horrores de la guerra en curso. Sin embargo, su atención se centra totalmente en sus hijos, y no en los titulares alarmantes. En otra interpretación, se considera que los niños están dormidos y sus padres los inspeccionan antes de ir a reposar también. El padre es retratado como un "observador clásico" de la obra de Rockwell, asumiendo el papel de espectador dentro de la pintura. Las gafas en sus manos, suponen que terminó de leer el Bennington Banner que sostiene. El titular del periódico es "Bombings Ki ... Horror Hit", en referencia al Blitz. En el fondo de la escena, se ve un pasillo iluminado y una escalera que conduce al primer piso.

## Historia
Freedom from Fear fue la única recién creada antes de la publicación de la serie de pinturas. Fue creada originalmente para retratar la Batalla de Inglaterra. El Departamento del Tesoro de los Estados Unidos promovió exposiciones de la serie de Rockwell por todo el país después de su publicación, en 1943. Con estas actividades de promoción, se recaudaron más de $130 millones de dólares en la campaña de financiación de las operaciones militares. Las pinturas de Rockwell también fueron reproducidas en sellos postales conmemorativos, vendidos durante los eventos de campaña para la financiación militar.